# Зеер, Адам
Адам Зеер (пол. Adam Zejer; род. 3 ноября 1963, Ольштын) — польский футболист, игравший на позиции полузащитника. Провёл 5 матчей за сборную Польши. Известен по своим выступлениям за «Стомил», «Заглембе», «Бешикташ» и «Газиантепспор».

## Биография
Футбольную карьеру начинал в ольштынском «Стомиле», выступавшем в тот период во II лиге. Весной 1986 года перешёл в выступавший в первой лиге «Заглембе» из Любина, с которым в сезоне 1990/1991 завоевал чемпионский титул. В чемпионском сезоне забил 4 гола и получил «Золотую бутсу» лучшего футболиста Польши.
В 1991 году уехал играть в Турцию, где выступал сначала за «Бешикташ», а затем за «Газиантепспор». С «Бешикташем» стал чемпионом Турции сезона 1991/1992. В следующем сезоне играл за «Газиантепспор» в составе которого забил свой единственный гол в Турции.
Летом 1993 года перешёл в немецкий «Херцлаке», выступавший в Региональной лиге Север. Затем вернулся в Стомил, в котором провёл ещё несколько сезонов. После этого играл в польских клубах II и III лиг. В сезоне 2001/2002 года вернулся в «Стомил», чтобы попытаться помочь клубу удержаться в Экстраклассе. Провёл в команде 8 матчей, но клуб всё-равно покинул Высшую лигу. В 2003 году закончил карьеру, будучи игроком команды третьей лиги «Вигры». В сезоне 2007/2008 помогал клубу «Полония».
Работал тренером молодёжи в «Стомиле». Зимой 2015 года назначен тренером клуба «Мронговия» из города Мронгово.
В 1987—1991 годах сыграл в пяти матчах за сборную Польши. Свой первый матч сыграл 19 августа 1987 года на стадионе в Люблине, выйдя на 26 минуте на замену в товарищеской игре со сборной ГДР (2:0).